# Loivre
Loivre ist eine französische Gemeinde mit 1.438 Einwohnern (Stand: 1. Januar 2022) im Département Marne in der Region Grand Est. Sie gehört zum Arrondissement Reims und ist Mitglied im Gemeindeverband Communauté urbaine du Grand Reims.
Der Fernwanderweg GR 654 von Gué-d’Hossus nach Saint-Palais durchquert die Gemeinde von Nord nach Süd. Er folgt der Via Lemovicensis, einem der vier Jakobswege in Frankreich.
Die Gemeinde erhielt 2023 die Auszeichnung „Zwei Blumen“, die vom Conseil national des villes et villages fleuris (CNVVF) im Rahmen des jährlichen Wettbewerbs der blumengeschmückten Städte und Dörfer verliehen wird.

## Geografie

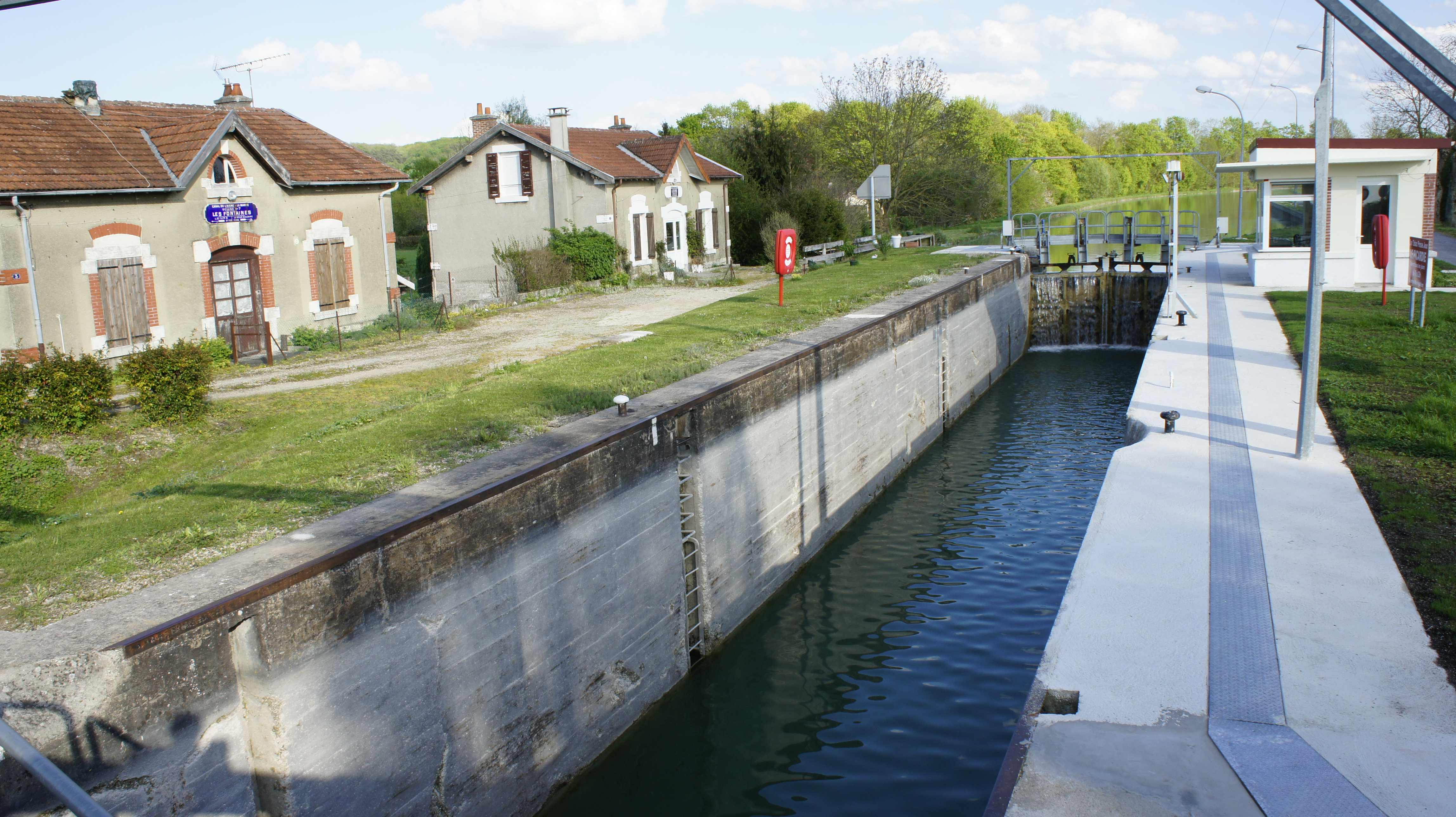
Schleuse am Canal de l’Aisne à la Marne

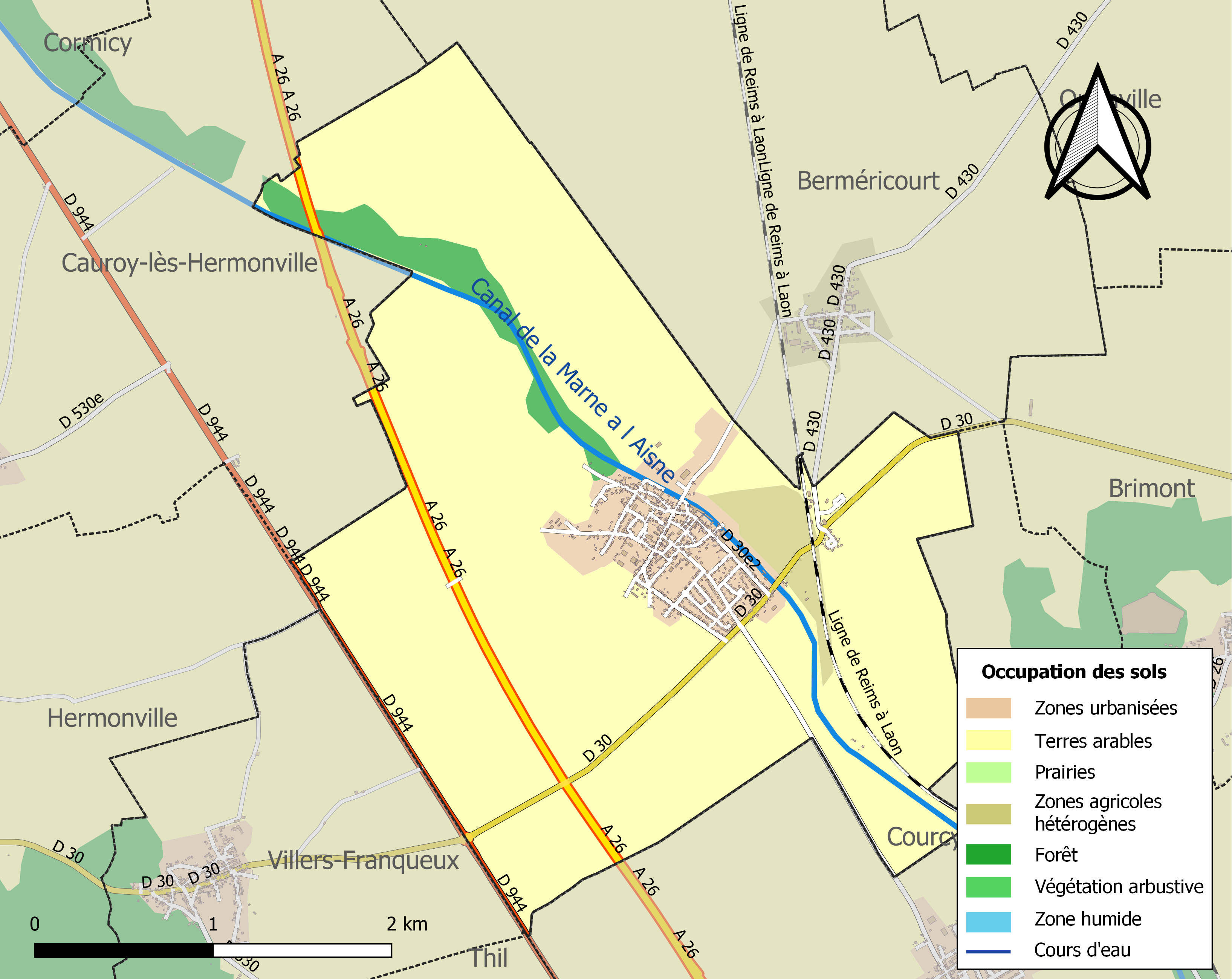
Bodennutzung, Hydrografie und Infrastruktur der Gemeinde (2018)

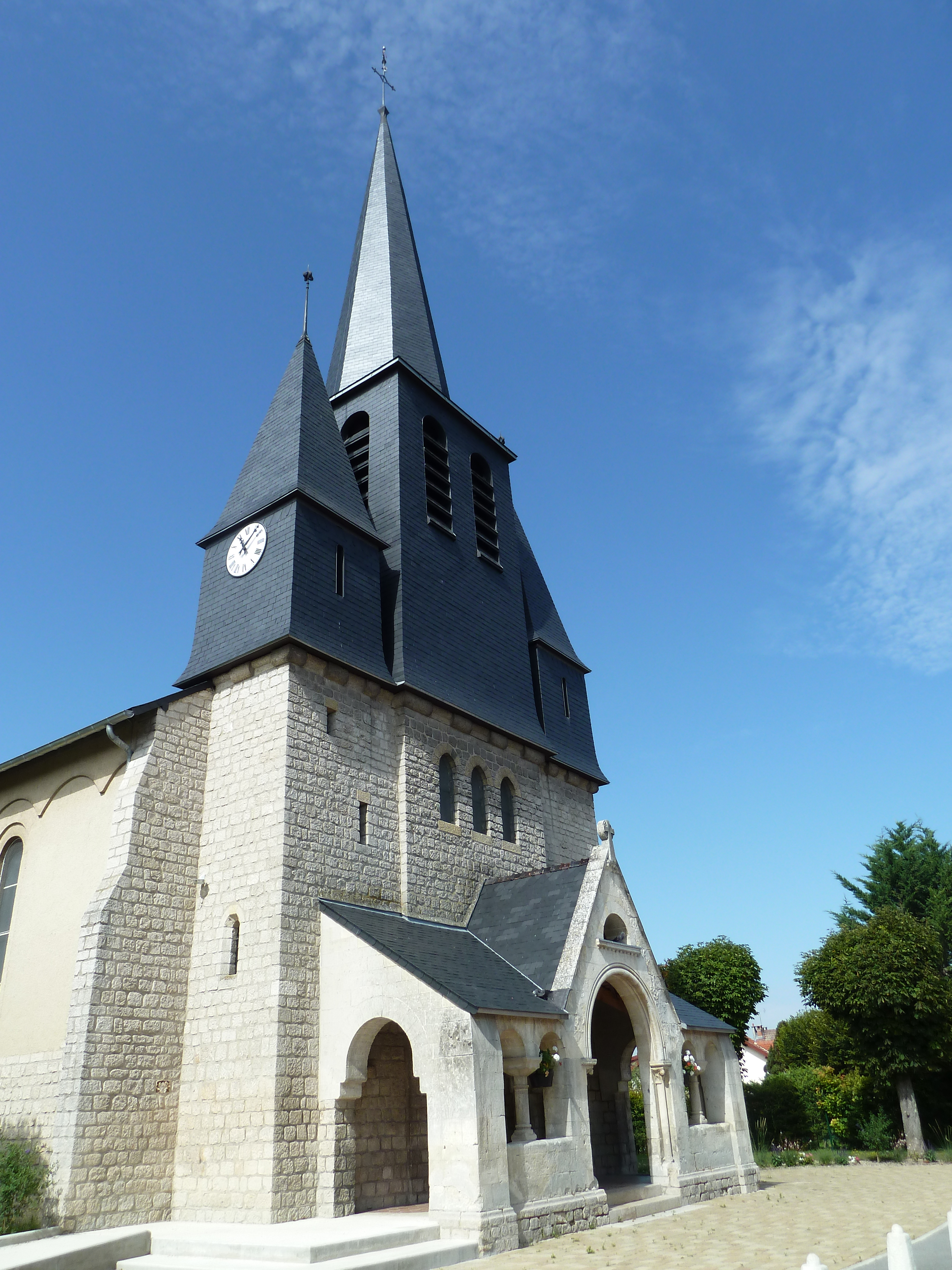
Kirche Saint-Rémi

Loivre liegt etwa 10 Kilometer nordnordwestlich von Reims im Norden der historischen Provinz Champagne. Der Canal de l’Aisne à la Marne durchquert das Gemeindegebiet von Nordwest nach Südost. Im Nordwesten entspringt der Fluss Loivre. Der Ruisseau Rabassa mündet in die Loivre nahe ihrer Quelle. Das Zentrum liegt auf einer Höhe von etwa 70 m. Im Südosten steigt das Gelände bei der Batterie de Loivre, einem ehemaligen Fort, schnell auf über 110 m an.
Etwa 89 % der Fläche der Gemeinde werden landwirtschaftlich genutzt, der Anteil an bebauter Fläche beträgt etwa 8 %, etwa 4 % sind bewaldet, insbesondere entlang des Kanals (Stand: 2018).
Umgeben wird Loivre von den Nachbargemeinden Berméricourt im Norden und Nordwesten, Courcy im Süden, Villers-Franqueux im Westen und Südwesten, Hermonville im Westen sowie Cauroy-lès-Hermonville im Westen und Nordwesten.

## Bevölkerungsentwicklung
| Jahr                       | 1962 | 1968 | 1975 | 1982 | 1990 | 1999 | 2006 | 2013 | 2020 |
| Einwohner                  | 627  | 633  | 591  | 758  | 925  | 1097 | 1126 | 1261 | 1380 |
| Quellen: Cassini und INSEE |      |      |      |      |      |      |      |      |      |

## Sehenswürdigkeiten
- Kirche Saint-Rémi, nach dem Ersten Weltkrieg neu errichtet. Sie birgt zahlreiche Ausstattungsgegenstände, die in der Base Palissy gelistet sind, darunter eine große Anzahl, die als Monument historique der beweglichen Objekte klassifiziert sind.
- Deutscher Soldatenfriedhof

## Verkehr
Die Autoroute A 26, genannt „Autoroute des Anglais“, von Calais nach Troyes über Reims durchquert das südwestliche und das nördliche Gemeindegebiet ohne Anschlussstelle. Die Departementsstraße D 944, die ehemalige Route nationale 44, von Cambrai nach Vitry-le-François wird an der südwestlichen Gemeindegrenze entlanggeführt. Die Departementsstraße D 30 verbindet das Zentrum mit Villers-Franqueux im Südwesten und mit Bourgogne-Fresne an Berméricourt und Brimont vorbei im Osten.
Die Gemeinde besitzt einen Haltepunkt an der Bahnstrecke Reims–Laon, der von Zügen des TER Grand Est bedient wird, die Loivre mit Laon im Norden und mit Reims im Süden verbinden.

## Persönlichkeiten
- Henri Préaux (1911–1992), französischer Rudersportler, geboren in Loivre
- Hermann Löns, deutscher Schriftsteller (1866–1914), gefallen bei Loivre